# Mercuriusgletsjer
De Mercuriusgletsjer is een gletsjer in Nationaal park Noordoost-Groenland in het oosten van Groenland. De gletsjer ligt in de Stauningalpen in Scoresbyland en is een grote zijtak van de Bjørnbogletsjer. De Mercuriusgletsjer is zuidwest-noordoost georiënteerd, maar heeft ook een deel dat richting het zuidoosten stroomt. Bij uitkomst op de hoofdtak van de Bjørnbogletsjer maakt ze een bocht richting het zuidoosten.
De Mercuriusgletsjer heeft een lengte van meer dan negen kilometer en een breedte van meer dan een kilometer. Ze heeft meerdere zijtakken die onderweg op de hoofdtak van de Mercuriusgletsjer uitkomen.
De gletsjer is vernoemd naar de planeet Mercurius.
Op meer dan vijf kilometer naar het noorden ligt een van de andere takken van de Bjørnbogletsjer: de Jupitergletsjer. Verder ligt ten zuidwesten van de Mercuriusgletsjer de Oxfordgletsjer en op ongeveer zeven kilometer ten westen de Tritongletsjer.